# Wahl zum Lokalen Regierungsrat in Nauru 1963
Die Wahl zum Lokalen Regierungsrat (englisch Nauru Local Government Council) fand im Dezember 1963 auf Nauru statt. Es war nach 1951, 1955 und 1959 die vierte Parlamentswahl in der Geschichte der mikronesischen Insel. Kurz vor der Wahl waren die Befugnisse des Lokalen Regierungsrates zum wiederholten Mal erweitert worden. Im Januar 1966 wurde der Lokale Regierungsrat mit Blick auf die nahende Unabhängigkeit des Landes durch den Legislativrat (englisch Legislative Council for the Territory of Nauru) abgelöst.

## Wahlrecht
Die vierzehn traditionellen Distrikte Naurus wurden in acht Wahlkreise aufgeteilt; der Wahlkreis Ubenide bestimmte zwei, die übrigen Wahlkreise jeweils ein Mitglied des Lokalen Regierungsrates. Es bestand ein allgemeines Wahlrecht und eine allgemeine Wahlpflicht für alle volljährigen (mindestens 21 Jahre alten) Männer und Frauen nauruischer Nationalität mit Wohnsitz auf der Insel; ausgeschlossen waren Personen, die eine Freiheitsstrafe wegen einer Straftat mit Strafandrohung von über einem Jahr verbüßten oder denen eine solche drohte. Allen aktiv Wahlberechtigten wurde auch das passive Wahlrecht zugestanden. Als Wahlverfahren wurde die Rangfolgewahl genutzt.

## Wahlergebnis
Alle amtierenden Ratsmitglieder wurden bestätigt; sieben Mitglieder blieben ohne Gegenkandidaten, sodass eine Wahl nicht stattfinden musste.
| Wahlkreis | Distrikte                          | Gewählte Kandidaten           |
| --------- | ---------------------------------- | ----------------------------- |
| Aiwo      | Aiwo                               | Raymond Gadabu†               |
| Anabar    | Anabar, Anibare und Ijuw           | Agoko Doguape                 |
| Anetan    | Anetan und Ewa                     | Roy Degoregore                |
| Boe       | Boe                                | Hammer DeRoburt               |
| Buada     | Buada                              | Austin Bernicke               |
| Meneng    | Meneng                             | James Ategan Bop              |
| Ubenide   | Baiti, Denigomodu, Nibok und Uaboe | Buraro Detudamo, Victor Eoaeo |
| Yaren     | Yaren                              | Joseph Detsimea Audoa         |

Hammer DeRoburt wurde anschließend vom Lokalen Regierungsrat als Oberhäuptling (englisch Head Chief) wiedergewählt; ebenfalls wiedergewählt wurden Austin Bernicke als Generalsekretär und Raymond Gadabu als Schatzmeister. Nach dem Tod Gadabus wurde im Dezember 1964 eine Ersatzwahl abgehalten, bei der sich Samuel Edwin Tsitsi durchsetzen konnte. Gadabus Nachfolger im Amt des Schatzmeisters wurde James Ategan Bop.